# Copa de China 2017
La Copa Audi de China de 2017 fue una competición internacional de patinaje artístico sobre hielo, la tercera del Grand Prix de patinaje artístico sobre hielo de la temporada 2017-2018. Organizada por la federación china de patinaje, tuvo lugar en Pekín, entre el 3 y el 5 de noviembre de 2017. Hubo competiciones en las modalidades de patinaje individual masculino, femenino, patinaje en parejas y danza sobre hielo y sirvió como clasificatorio para la Final del Grand Prix de 2015.

## Resultados

### Patinaje individual masculino
| Clasificación | Nombre            | País           | Total  | Programa corto | Programa corto | Programa libre | Programa libre |
| ------------- | ----------------- | -------------- | ------ | -------------- | -------------- | -------------- | -------------- |
| 1             | Mijáil Kolyada    | Rusia          | 279,38 | 1              | 103,13         | 3              | 176,25         |
| 2             | Jin Boyang        | China          | 264,48 | 2              | 93,89          | 5              | 170,59         |
| 3             | Max Aaron         | Estados Unidos | 259,69 | 5              | 83,11          | 1              | 176,58         |
| 4             | Vincent Zhou      | Estados Unidos | 256,66 | 8              | 80,23          | 2              | 176,43         |
| 5             | Yan Han           | China          | 254,61 | 6              | 82,22          | 4              | 172,39         |
| 6             | Javier Fernández  | España         | 253,06 | 3              | 90,57          | 6              | 162,49         |
| 7             | Keiji Tanaka      | Japón          | 247,17 | 4              | 87,19          | 8              | 159,98         |
| 8             | Kevin Reynolds    | Canadá         | 226,50 | 10             | 64,40          | 7              | 162,10         |
| 9             | Grant Hochstein   | Estados Unidos | 216,44 | 7              | 80,55          | 9              | 135,89         |
| 10            | Alexander Majorov | Suecia         | 186,04 | 11             | 64,27          | 10             | 121,77         |
| 11            | Aleksandr Petrov  | Rusia          | 186,02 | 9              | 68,58          | 12             | 117,44         |
| 12            | Zhang He          | China          | 167,58 | 12             | 46,99          | 11             | 120,59         |

### Patinaje individual femenino
| Clasificación | Nombre                  | País           | Total  | Programa corto | Programa corto | Programa libre | Programa libre |
| ------------- | ----------------------- | -------------- | ------ | -------------- | -------------- | -------------- | -------------- |
| 1             | Alina Zagitova          | Rusia          | 213,88 | 4              | 69,44          | 1              | 144,44         |
| 2             | Wakaba Higuchi          | Japón          | 212,52 | 2              | 70,53          | 2              | 141,99         |
| 3             | Yelena Radiónova        | Rusia          | 206,82 | 3              | 70,48          | 4              | 136,34         |
| 4             | Mai Mihara              | Japón          | 206,07 | 7              | 66,90          | 3              | 139,17         |
| 5             | Marin Honda             | Japón          | 198,32 | 6              | 66,90          | 5              | 131,42         |
| 6             | Gabrielle Daleman       | Canadá         | 196,83 | 1              | 70,65          | 7              | 126,18         |
| 7             | Yelizaveta Tuktamysheva | Rusia          | 196,68 | 5              | 67,10          | 6              | 129,58         |
| 8             | Li Xiangning            | China          | 174,82 | 8              | 59,20          | 8              | 115,62         |
| 9             | Choi Da-bin             | Corea del Sur  | 165,99 | 9              | 53,90          | 9              | 112,09         |
| 10            | Amber Glenn             | Estados Unidos | 151,14 | 10             | 52,61          | 10             | 98,53          |
| 11            | Zhao Ziquan             | China          | 144,71 | 11             | 50,39          | 11             | 94,32          |

### Patinaje de parejas
| Clasificación | Nombre                                  | País           | Total  | Programa corto | Programa corto | Programa libre | Programa libre |
| ------------- | --------------------------------------- | -------------- | ------ | -------------- | -------------- | -------------- | -------------- |
| 1             | Sui Wenjing / Han Cong                  | China          | 231,07 | 1              | 80,14          | 1              | 150,93         |
| 2             | Yu Xiaoyu / Zhang Hao                   | China          | 205,54 | 2              | 71,37          | 2              | 134,17         |
| 3             | Kirsten Moore-Towers / Michael Marinaro | Canadá         | 194,52 | 4              | 62,52          | 3              | 132,00         |
| 4             | Nicole Della Monica / Matteo Guarise    | Italia         | 190,25 | 3              | 63,76          | 5              | 126,49         |
| 5             | Valentina Marchei / Ondrej Hotárek      | Italia         | 188,01 | 5              | 59,53          | 4              | 128,48         |
| 6             | Ashley Cain / Timothy LeDuc             | Estados Unidos | 154,36 | 7              | 53,15          | 6              | 101,21         |
| 7             | Zhang Mingyang / Song Bowen             | China          | 148,34 | 6              | 53,15          | 7              | 95,19          |

### Danza sobre hielo
| Clasificación | Nombre                                  | País           | Total  | Danza corta | Danza corta | Danza libre | Danza libre |
| ------------- | --------------------------------------- | -------------- | ------ | ----------- | ----------- | ----------- | ----------- |
| 1             | Gabriella Papadakis / Guillaume Cizeron | Francia        | 200,43 | 1           | 81,10       | 1           | 119,33      |
| 2             | Madison Chock / Evan Bates              | Estados Unidos | 184,50 | 2           | 72,66       | 2           | 111,84      |
| 3             | Yekaterina Bobrova / Dmitri Soloviov    | Rusia          | 182,84 | 3           | 72,34       | 3           | 110,50      |
| 4             | Tiffany Zahorski / Jonathan Guerreiro   | Rusia          | 164,41 | 4           | 67,62       | 4           | 96,79       |
| 5             | Lorraine McNamara / Quinn Carpenter     | Estados Unidos | 157,61 | 5           | 63,65       | 5           | 93,96       |
| 6             | Wang Shiyue / Liu Xinyu                 | China          | 151,17 | 8           | 59,07       | 6           | 92,10       |
| 7             | Elliana Pogrebinsky / Alex Benoit       | Estados Unidos | 150,47 | 7           | 59,32       | 7           | 91,15       |
| 8             | Angélique Abachkina / Louis Thauron     | Francia        | 144,90 | 6           | 59,91       | 8           | 84,99       |
| 9             | Chen Hong / Zhao Yan                    | China          | 117,64 | 9           | 47,39       | 9           | 70,25       |
| 10            | Wang Xiaotong / Zhao Kaige              | China          | 102,66 | 10          | 38,74       | 10          | 63,92       |